# マンジル・マンジル
マンジル・マンジル(Manzil Manzil)は、1984年に公開されたインドの恋愛映画である。監督はナーシル・フセイン。映画にはクルブーシャン・カルバンダー、ディンパル・カパーディヤー、サニー・デーオール、プレーム・チョープラー、ダニー・デンゾンパといったスター俳優が出演したほか、アシャ・パレクがカメオ出演している。

## あらすじ
マルホトラ家の一人娘シーマ。父は娘の行く末を決め、彼女もそれを受け入れた。しかし彼女は旅先で出会ったヴィジェイと恋に落ちてしまう。

## 登場人物
- サニー・デーオール: ヴィジェイ（ソニュー）
- ディンパル・カパーディヤー: シーマ・マルホトラ
- クルブーシャン・カルバンダー: シーマの父
- ダニー・デンゾンパ: ガウタム（パハディ・ババ）
- プレーム・チョープラー: ニランジャン・ダス
- アシャ・パレク